# Département de zoologie de l'université d'Oxford
Le département de zoologie de l'université d'Oxford, en Angleterre, est un grand département universitaire de zoologie.

## Vue d'ensemble
Le département se compose de plusieurs instituts et d'une unité de recherche à la fois dans et autour du campus scientifique et d'Oxford
- Institut de la biodiversité ;
- Institut d'ornithologie appliquée Edward-Grey ;
- Institut pour les infections émergentes ;
- Unité de recherche sur la conservation de la faune sauvage (WildCRU – à Tubney, dans l'Oxfordshire).

La recherche de ce département se concentre sur l'étude du comportement, des maladies, de l'écologie et de l'évolution. Le département fait partie de la division mathématiques, physique et sciences de la vie de l'université. Le bâtiment principal, nommé d'après l'éthologue néerlandais Nikolaas Tinbergen, est situé au coin des rues South Parks et St Cross, comme le Linacre College et une des entrées du University Parks. 

## Personnalités associées
Les personnes suivantes sont ou ont été associées à ce département , : 
- Wilfred Backhouse Alexander
- Charles Sutherland Elton
- Alister Hardy
- Richard Dawkins
- John Krebs
- David Lack
- David Macdonald
- Edward Max Nicholson
- Denis Owen
- Chris Perrins
- Claudio Sillero-Zubiri
- Nikolaas Tinbergen
- Bernard William Tucker
- Sunetra Gupta.